# HD 149886
HD 149886，又名CD-3610879，SAO 207878、HR 6178，是一颗恒星，视星等为5.91，位于銀經345.1，銀緯6.38，其B1900.0坐标为赤經16h 32m 23.5s，赤緯-37° 6.38′ 58″。